# Steinweg 5 (Quedlinburg)

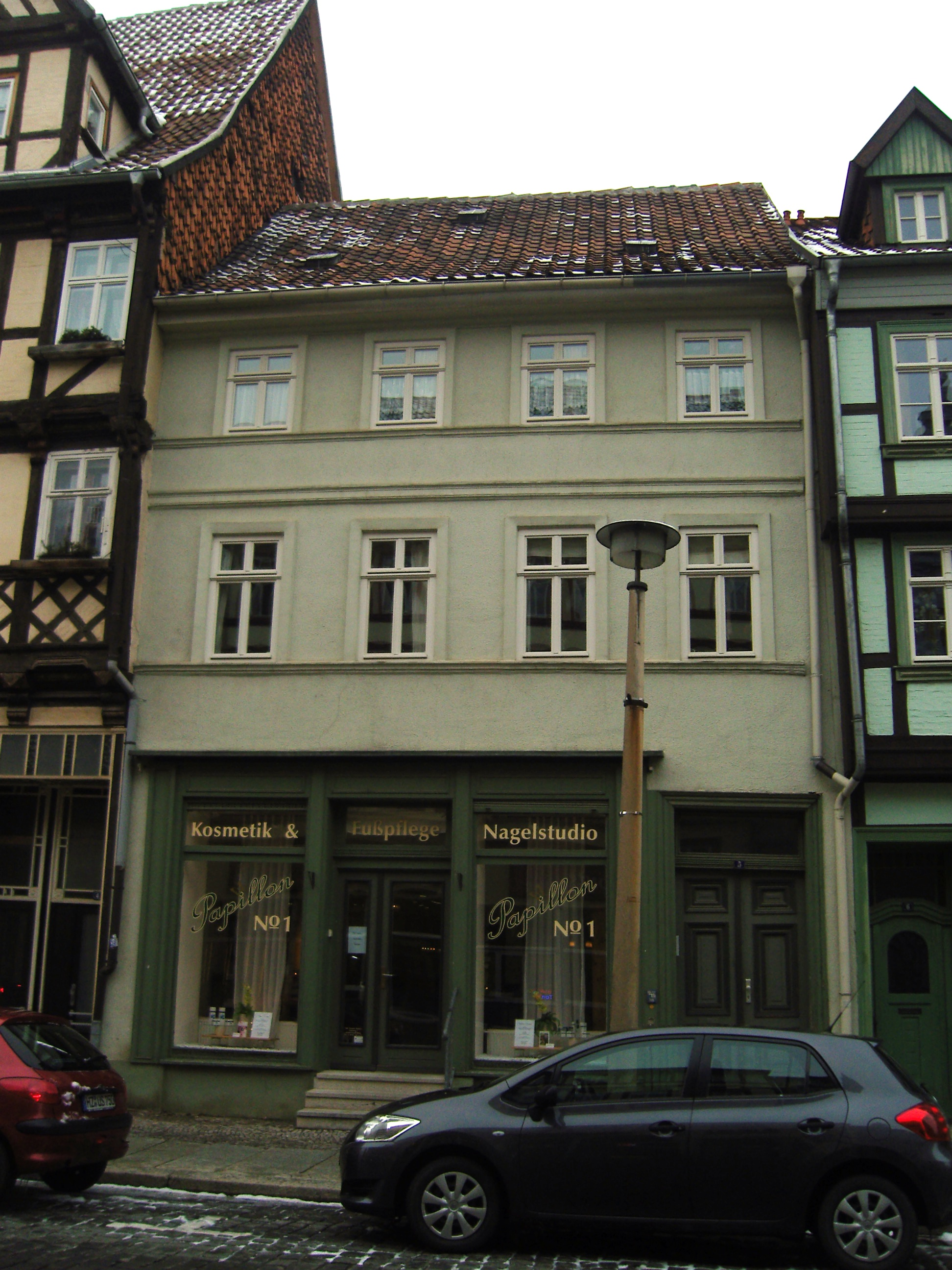
Haus Steinweg 5

Das Haus Steinweg 5 ist ein denkmalgeschütztes Gebäude in der Stadt Quedlinburg in Sachsen-Anhalt.

## Lage
Das im Quedlinburger Denkmalverzeichnis als Bürgerhof eingetragene Gebäude steht an der Nordseite des Steinwegs in der historischen Neustadt Quedlinburgs und gehört zum UNESCO-Weltkulturerbe. Westlich grenzt das gleichfalls denkmalgeschützte Haus Steinweg 4 an.

## Architektur und Geschichte
Das Fachwerkhaus entstand im späten 18. Jahrhundert. Die Fassade ist im Stil des Klassizismus verputzt. Zur Straße hin ist das Gebäude um ein Geschoss aufgestockt.
Auf der Westseite des Hofs befindet sich ein gleichfalls in Fachwerkbauweise errichteter Seitenflügel aus dem 18. und 19. Jahrhundert. Ein nördlicher Hofbau entstand im 18. Jahrhundert. Ein außerhalb befindlicher Ansatz eines Kellers wurde aus Quadersandstein errichtet und eventuell in einen alten Brunnenschacht eingefügt. Eine Quadermauer gehört bereits zum östlich gelegenen Grundstück.